# Fujiwara no Anshi
Fujiwara no Anshi  (927–964) est une impératrice consort japonaise. Elle est consort de l'empereur Murakami.
Elle est fille de Fujiwara no Morosuke (藤原師輔)
Descendance :
- Princesse impériale Shōshi (承子内親王) (948–951)
- Prince impérial (憲平親王) (950–1011) (2e fils de l'empereur Reizei)
- Prince impérial Tamehira (為平親王) (952–1010)
- Princesse impériale Sukeko (輔子内親王) (953–992) (7e fille), 32e saiō au sanctuaire Ise-jingū 968–969
- Princesse impériale Shishi (資子内親王) (955–1015) (9e fille )
- Prince impérial Morihira (守平親王) (959–991) (Empereur En'yu)

Princesse impériale Senshi (選子内親王) (964–1035) (10e fille), 16e saiin au sanctuaire Kamo-jinja 975–1031

## Source de la traduction
- (en) Cet article est partiellement ou en totalité issu de l’article de Wikipédia en anglais intitulé « Fujiwara no Anshi » (voir la liste des auteurs).